# خر وحشی اطلس

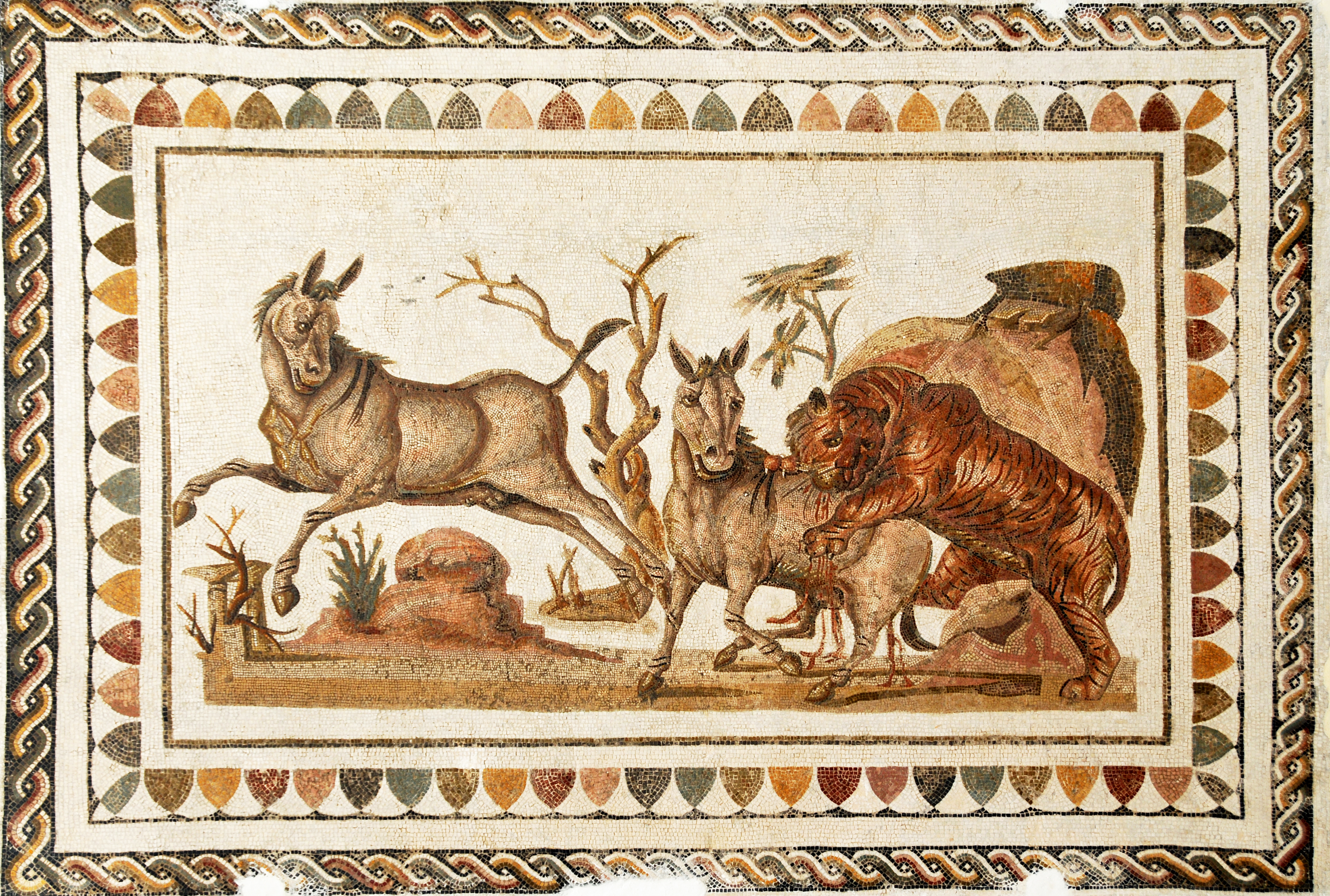
خر وحشی اطلس

خر وحشی اطلس یا خر وحشی الجزایری (نام علمی: Equus africanus atlanticus) پستانداری منقرض‌شده است. این جانور آخرین بار در نقاشی‌ای دیواری در سال ۳۰۰ میلادی در ویلایی در بونای الجزایر به تصویر کشیده شد و پس از آن نسلش به دلیل شکار تفریحی بی‌رویه‌اش توسط رومیان منقرض گردید.